# Aina Lagus
Aina Gustava Lagus, född 26 juli 1861 i Lumijoki, död 26 september 1939 i Helsingfors, var en finländsk lärare och författare. Hon var dotter till pastorn Johan Gabriel Lagus och Emma Elisabeth Castren.
Lagus verkade 1881–1908 som lärare i religionskunskap och finska på olika orter. Hon var 1903–1910 resetalare i Fria missionens och Finlands svenska nykterhetsförbunds tjänst samt 1919–1924 resesekreterare för De ungas kristliga förbund. Hon utgav ett antal diktsamlingar, uppbyggelseskrifter och memoarboken Vägen som jag gått (1933). Hennes diktsamlingar består i huvudsak av religiös diktning som ger intryck av en äkta trosupplevelse.

## Verk
- Studenten med flera dikter. (1887)[2]
- Tro, hopp och kärlek. (1892)
- Din Konung kommer. (1906)
- Elämä on ilmestynyt! (1914)
- För Gud, för hem och fosterland. (1914)
- Evighetsliv i dödens värld. (1925)
- Starkare än döden. (1926)
- Jeesuksen silmäin eteen. (1927)
- "till dess morgonstjärnan går upp". (1927)
- Förrän sol går ner. (1928)
- "Snabba äro livets stunder”.  (1929)
- Vägen som jag gått. (1933)